# اچ‌ام‌اس بنبو (۱۸۸۵)
اچ‌ام‌اس بنبو (۱۸۸۵) (به انگلیسی: HMS Benbow (1885)) یک کشتی بود که طول آن ۳۳۰ فوت (۱۰۰ متر) بود. این کشتی در سال ۱۸۸۵ ساخته شد.